# William Oakley
William John Oakley (Shrewsbury, 27 aprile 1873 – 20 settembre 1934) è stato un calciatore inglese, di ruolo difensore.

## Carriera
Esordì con la Nazionale inglese nel 1895 e, durante le 16 partite disputate sino al 1901, indossò la fascia di capitano per una volta.